# Rastapopulos
Roberto Rastapopulos je izmišljeni lik Tintina in njegovih pustolovščin, serije stripov belgijskega karikaturista Hergéja. Prvič se pojavi v zvezku Faraonove cigare (1934) in je kriminalni vodja z več identitetami, katerega dejavnosti ga pogosto spravljajo v konflikt z njegovim smrtnim sovražnikom Tintinom.

## Zgodovina lika

### Zgodnji razvoj
V Tintinu v Ameriki se pojavi vizualni prototip Rastapopulosa, kjer je med zbranimi dostojanstveniki na banketu v Chicagu, ki je potekal v Tintinovo čast. Tam sedi poleg igralke Mary Pikefort, aluzije na resnično igralko Mary Pickford. Michael Farr je zatrdil, da je to res upodobitev Rastapopulosa in da je za pričakovati, da bo filmski režiser sedel poleg hollywoodske igralke. Ime "Rastapopulos" si je izmislil eden izmed Hergéjevih prijateljev; Hergé je menil, da je šaljivo in se je odločil, da ga bo uporabil. Rastapopulosa si je zamislil kot italijansko-ameriškega z grškim priimkom, vendar je lik ustrezal antisemitskim stereotipom Judov; Hergé je bil trden, da lik ni židovski.
Hergé je lik Rastapopulosa prvič predstavil v stripu Faraonove cigare, ki je bil od 8. decembra 1932 do 8. februarja 1934 serijsko objavljen v Le Petit Vingtièmu. Tintin na njega naleti na krovu Epomee, križarke, ki je zasidrana v Egiptu. Tu se egiptolog Filemon Ciklon ponesreči zaleti v Rastapopulosa, kateri mu zagrozi, da ga bo pretepel, dokler Tintin ne poseže vmes. Ta nato zavpije na Tintina, ter ga označi za "malega važiča". Tintin prepozna Rastapopulosa in komentira, da je to "multimilijonar, lastnik znamenite filmske družbe 'Cosmos Pictures'. Ta res ni kdorkoli..." Kasneje v zgodbi Tintin spet naleti na Rastapopulosa, tokrat v puščavi, med snemanjem njegovega filma, kjer prekine navidezni napad na mlado žensko, preden spozna, da je to le del filma. Čeprav se mnogi igralci razburijo, je Rastapopulos ljubezniv in Tintina povabi v svoj šotor, kjer ga Tintin, med srkanjem skodelice turške kave, seznani z vsem, kar se mu je zgodilo od odhoda s križarke, Rastapoloulos pa mu nato priskrbi oblačila in mu da navodila za pot do druge vasi. Farr je opomnil, da sta to idejo heroja, ki napačno zaupa zlikovcu uporabila John Buchan in Alfred Hitchcock, slednji pa je močno vplival na Hergéja.
Rastapopulos se znova pojavi —  tokrat preoblečen v dežni plašč in klobuk —  na koncu zgodbe, kjer skupaj s fakirjem ugrabi prestolonaslednika Ravhadžputale v maščevanju za maharadžino vojno s trgovino z opijem. Tintin jih zasleduje z avtomobilom, nakar na skalnem pobočju naleti na še vedno zakritega Rastapopulosa, pri čemer zločinski šef očitno pade v smrt, ko se pod njegovo nogo zlomi skalna polica.
Hergé je ponovno predstavil Rastapopulosa v naslednji pustolovščini Sinji lotos, ki je bila postavljena na Kitajskem in se je ukvarjala z japonsko invazijo na Mandžurijo. V enem prizoru se Tintin skriva v kinu v Šanghaju, ki prikazuje Arabsko sovraštvo, film Rastapopulosa, kateremu snemanju je bil Tintin priča v prejšnji zgodbi, pozneje pa izve, da je Rastapopulos, ki trenutno prebiva v mestu, zadnja oseba, ki je videla slavnega zdravnika za katerega Tintin verjame, da bi lahko ozdravil nevarni strup norosti (čeprav sprejme zgodbo Rastapopulosa, da je po zabavi zdravnika odložil pred njegovo hišo). Na koncu Sinjega lotosa je Rastapopulos spoznan za vodjo mednarodne organizacije za tihotapljenje opija, s katero se je Tintin pred tem že boril v Faraonovih cigarah, zaradi česar je zaprt.

### Kasnejši pojavi
Kasneje se Rastapopulos pod pretvezo markiza di Gorgonzole, milijonarskega velikaša in trgovca sužnjev pojavi v Koksu na krovu. Gorgonzola je bil prisiljen prevzeti novo identiteto, potem ko so ga aretirali zaradi njegovih prejšnjih zločinov. Ko se Tintin, Haddock in Rid znajdejo na njegovi jahti (karikatura luksuzne jahte Aristotela Onassisa luksuzna Šeherezada), jih prekrca na Alanovo ladjo, ki jo pozneje poskuša torpedirati po evakuaciji posadke in po spodletelem načrtu, da bi ladjo s požarom uničili. Rastapopulos ponaredi svojo smrt s tem, da svoj čoln potopi, medtem ko na dnu pobegne s svojo podmornico. (Bianca Castafiore v Primadoninih draguljih omenja, da mediji napačno trdijo, da je bila poročena z markizom di Gorgonzolo)
Pozneje ugrabi milijonarja Laszla Carreidasa v Letu 714 v Sydney, da bi pridobil številko njegovega večmilijonskega računa švicarske banke, in sklepa, da je lažje ukrasti denar Carreidasa, kot pa znova ustvariti lastno bogastvo. Ko mu dr. Krollspell po naključju vbrizga serum resnice, razkrije različna hudobna dejanja, kot je njegov načrt, da bo kasneje ubil dr. Krollspela. Tintin ga vzame za talca. Tako kot Krollspell in Carreidas je tudi on privezan, usta pa ima prekrita s samolepilnimi obliži. Ves čas zgodbe utrpi vedno več poškodb. Najprej, ko Haddock zlomi puško med pregonom Rastapopulosa, en del odvrže in zadene skritega Rastapopulosa v glavo. Ko še naprej beži in ga pokliče Alan, se zmoti in zaleti v drevo. Doživi tudi bolečino obraza, ko Alan odstrani samolepilne obliže. Ko hoče Alan vreči granato na Tintina in druge, se spomni, da Rastapopulos želi, da je Carreidas živ in jo vrže stran. Rastapopulos je ujet v eksploziji, zaradi česar so njegova oblačila popolnoma uničena. Ko Alan potegne Carreidasov klobuk izpod kamna, po naključju udari Rastapopulosa in mu pusti črno oko. Kasneje njegova buška izgine, kar jemlje kot dober znak. Ampak takoj zatem, zaradi potresa, pade na njegovo glavo košček skale, ki naredi še eno buško. Ko tolpa uporabi eksploziv za preboj kamnite pregrade, se sproži vulkanski izbruh, ki jih prisili, da z otoka pobegnejo v gumijastem čolnu. Mik Ezdanitoff hipnotizira njega in njegovo tolpo in jih odpelje na NLP. Kaj se z njimi zgodi, ni razkrito.
V nedokončanem Tintinu in Alph-Artu se pojavlja lik, za katerega se pogosto domneva, da je Rastapopulos pod krinko pod imenom Endaddine Akass. Čeprav je bila stran, ki razkriva Akassa, da je Rastapopulos, začeta (in natisnjena v Egmontovi izdaji 2004), kot knjiga ni bila nikoli dokončana, posledično usoda Rastapopulosa po Letu 714 za Sydney ni znana.
Rastapopulos se pojavi tudi v animiranem filmu Tintin in jezero morskih psov, ki je bil kasneje prirejen v podobno naslovljeno knjigo. V tej zgodbi, ki jo je napisal Hergéjev prijatelj, je Rastapopulos vodja kriminalne tolpe, ki usmerja operacije iz tajne podvodne baze. Za njim so številni ropi dragocenih predmetov po vsem svetu in načrtuje, da bo ukradel kopirni stroj, ki ga je izumil profesor Sončnica, ki mu bo omogočil, da bo predmete zamenjal s popolnimi ponaredki. Toda medtem ko poskuša pobegniti s podmornico, potem ko so bile razkrite njegove dejavnosti, ga ujameta Tintin in Haddock, aretira pa ga sildvavijska policija.
Rastapopulos se pojavlja v pastiši Destination World Didierja Savarda, ki jo je fundacija Hergé pooblastila za praznovanje Tintinovega 70. rojstnega dne in festivala stripov v Angoulêmeu. Preoblečenega Rastapopulosa neznani napadalci v avtomobilu ustrelijo s pištolo pred stavbo Le Monde.

## Kritična analiza
Michael Farr je trdil, da je odnos med Tintinom in Rastapopulosom podoben kot med Sherlockom Holmesom in profesorjem Moriartyjem v zgodbah Arthurja Conana Doyla. Farr je menil, da je Rastapopulos edini sovražnik, ki "se ga je treba bati, saj bi lahko nekega dne zmagal".